# 1956年コルチナ・ダンペッツオオリンピックのポーランド選手団
1956年コルチナ・ダンペッツオオリンピックのポーランド選手団（1956ねんコルチナ・ダンペッツオオリンピックのポーランドせんしゅだん）は、1956年1月26日から2月5日まで、イタリアのコルティーナ・ダンペッツォで開催された1956年コルチナ・ダンペッツオオリンピックのポーランド選手団、およびその競技結果。

## 概要
今大会は銅メダル1個を獲得した。
ノルディック複合男子個人で、フランチシェック・ガシエニカ・グロンが冬季オリンピックポーランド勢初メダルとなる銅メダルを獲得した。

## メダル
| メダル | 選手名                               | 競技             | 種目     |
| ------ | ------------------------------------ | ---------------- | -------- |
| 銅     | フランチシェック・ガシエニカ・グロン | ノルディック複合 | 男子個人 |